# Peroxiszóma

Peroxiszóma sémás képe

A peroxiszómák általában 0,1-0,5 μm (mikrométer) átmérőjű, többnyire gömbölyű, membránnal határolt sejtszervecskék. A legtöbb eukarióta sejtben megtalálhatóak. Enzimjeik és egyéb fehérjéik a citoszolban (hialoplazma), a szabad riboszómákon képződnek, és a membránon keresztül, fehérjeimporttal jutnak a peroxiszóma belsejébe. (A lizoszómák és a peroxiszómák szerepének tisztázásáért Christian de Duve 1974-ben Nobel-díjat kapott.)
Még nem igazolt elképzelések szerint a peroxiszómák a mitokondriumokat megelőző oxidációs sejtszervecskéknek tekinthetők, és esetleg szimbionta eredetűek.
Működésük során az oxigén felhasználásával szerves anyagokat oxidálnak el, ez azonban nem kapcsolatos az ATP-szintézissel, a sejt méregtelenítésével és egyéb anyagcsere-folyamatokkal van összefüggésben.
Sok oxidatív jellegű anyagcsere-folyamat során keletkezik például a rendkívül toxikus hidrogén-peroxid (H2O2). A peroxiszómák jellemző enzime a kataláz, amely a hidrogén-peroxid segítségével számos, ugyancsak a sejt anyagcsere-folyamatai során melléktermékként keletkező mérgező fenolt, alkoholt, aldehidet hatástalanít. Ha nincs elegendő méreganyag, a kataláz a hidrogén-peroxidot közvetlenül közömbösíti: 2 H2O2 → 2 H2O + O2.